# Бабырган (гора)
Бабырган (встречается написание Бобырган)— гора в Северном Алтае, является памятником природы Алтайского края с 1998 года. Находится на левом берегу Катуни.

Её абсолютная высота — 1008,6 м, перепад высот относительно уровня р. Катуни, по некоторым данным, составляет 700 м, однако, согласно топографическим картам, эта величина составляет 750 м относительно уровня р. Катуни у с. Карлушка. Площадь подножия — 127 км². Вершина представляет собой плато, на котором расположены многочисленные останцы высотой 5−20 м, имеющими живописные формы выветривания. Гора сложена гранитами и сиенитами среднего девона. Бабырган является частью Белокурихинского гранитного массива, который представляет собой лакколит в нижнепалеозойских метаморфических сланцах. Бабырган является самой северной вершиной Семинского хребта. Он расположен на границе степной и горной зон.
С вершины открывается панорама всхолмленных равнин — с одной стороны и гор Алтая — с другой. К северу от горы простирается Предалтайская равнина, а к югу начинаются горы. У подножия находится пруд на реке Сетовочка. Бабырган находится в 12 км от села Колово и в 14 км от села Платово.
От поселка Долина Свободы на Чуйском тракте открывается живописный вид на гору. Именно с этого места в профиле горы можно увидеть силуэт головы спящего воина.
Гора часто посещается туристами. Подъем на вершинное плато возможен с любой стороны, однако наиболее удобными для подъема являются тропы, ведущие на вершину по южному либо по северному гребням горы. Маршрут по северному гребню начинается от пруда на р. Сетовочка. Этот маршрут стал основой для создания экологической тропы разработанная силами КГБУ Алтайприрода.
Гора является популярным объектом для зимних туристических восхождений на лыжах, соревнований по скайраннингу.
На вершине Бабыргана силами школьников Советского района Алтайского края установлен специальный ящик, в котором постоянно хранится общедоступный журнал для записей о совершенных восхождениях. По мере заполнения журналы передаются на хранение в музей Советского района.